# Ephedra tilhoana
Ephedra tilhoana är en kärlväxtart som beskrevs av René Charles Maire. Ephedra tilhoana ingår i släktet efedraväxter, och familjen Ephedraceae. Inga underarter finns listade i Catalogue of Life.